# Lesginka

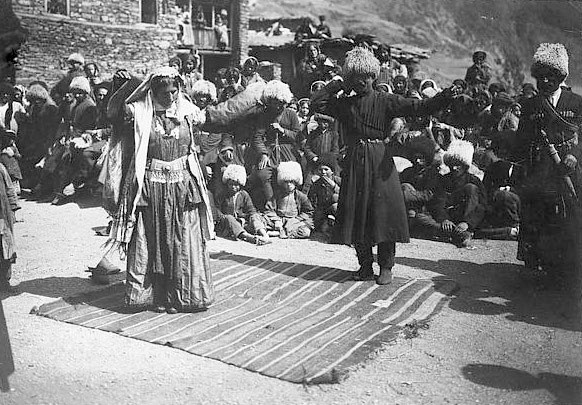
Lesgier tanzen die Lesginka um 1900 in Achty, Dagestan

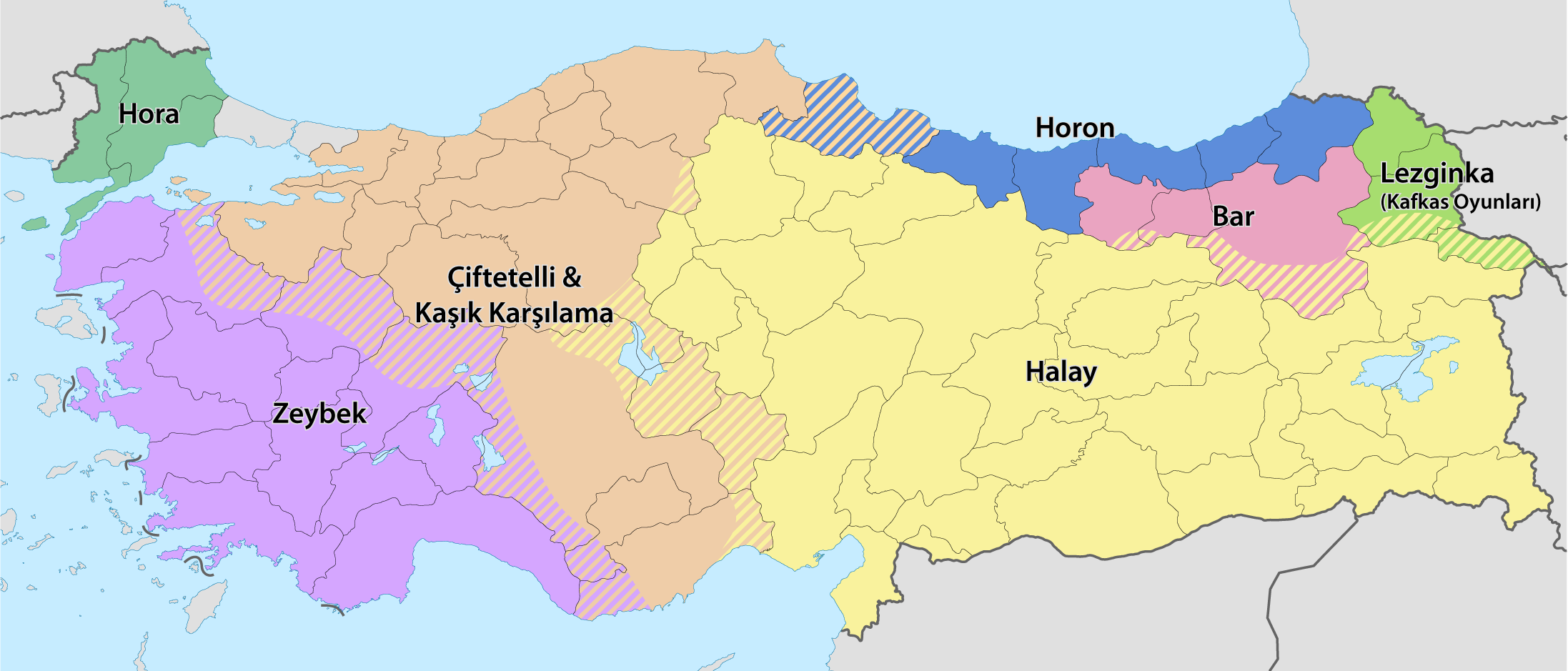
Die türkischen Volkstänze der Regionen:Lesginka

Die Lesginka (Lesgisch Лезги кьуьл, russisch Лезгинка) ist ein Volkstanz verschiedener Ethnien Kaukasiens, darunter die der namensgebenden Lesgier, des Weiteren anderer Dagestaner, der Aserbaidschaner, Georgier, Osseten, Tscherkessen, Abchasen, Inguschen, Tschetschenen, Karatschaier, seltener der östlicheren Armenier, sowie anderer kaukasischer Ethnien. Die Lesginka ist ebenso ein türkischer Volkstanz, der größtenteils von der aserbaidschanischen Minderheit in den nordöstlichen Provinzen Ardahan, Iğdır und Kars, die 1878–1918/1922 zu Russisch-Kaukasien gehörten und damals im Kulturaustausch mit den übrigen Regionen standen, getanzt wird.
In der Türkei wird er auch als Kafkas Oyunları (dt. Kaukasische Tänze) bezeichnet. In den zahlreichen Sprachen Kaukasiens hat der Tanz unterschiedliche Namen, beispielsweise aserbaidschanisch azerbaycan toyu ‚aserbaidschanischer Tanz‘, georgisch კარტული kartuli, deutsch ‚der Kartlische/der Georgische‘, älterer Name bis in die 1930er Jahre allein üblich: georgisch ლეკური lekuri, deutsch ‚der Lekische‘ abgeleitet von einer älteren Bezeichnung für Dagestan, der auf das mittelalterliche Reich Leki im südlichen Dagestan zurückgeht, seltener armenisch Լեզգինկա lesginka oder armenisch արծվապար (ostarmenisch artsvapar/arzwapar ‚Adlertanz‘), tschetschenisch Хелхар Chelchar, in den beiden tscherkessischen Schriftsprachen adygeisch islamij und kabardinisch исламей islamej, deutsch ‚der Islamische‘, ossetisch зилгӕ кафт silgä kaft, deutsch ‚Kreistanz‘ oder тымбыл кафт tymbyl kaft, deutsch ‚Kreistanz‘. Der ältere georgische Name und der russische Name deuten an, dass zumindest wesentliche Elemente des Tanzes in Dagestan, vielleicht auch vorwiegend in südlichen Teilen, entwickelt wurden. In Georgien und auch anderen kaukasischen Regionen gibt es mehrere Tänze mit eigenen Namen, die im Russischen und anderswo als Lesginka zusammengefasst werden.

## Beschreibung

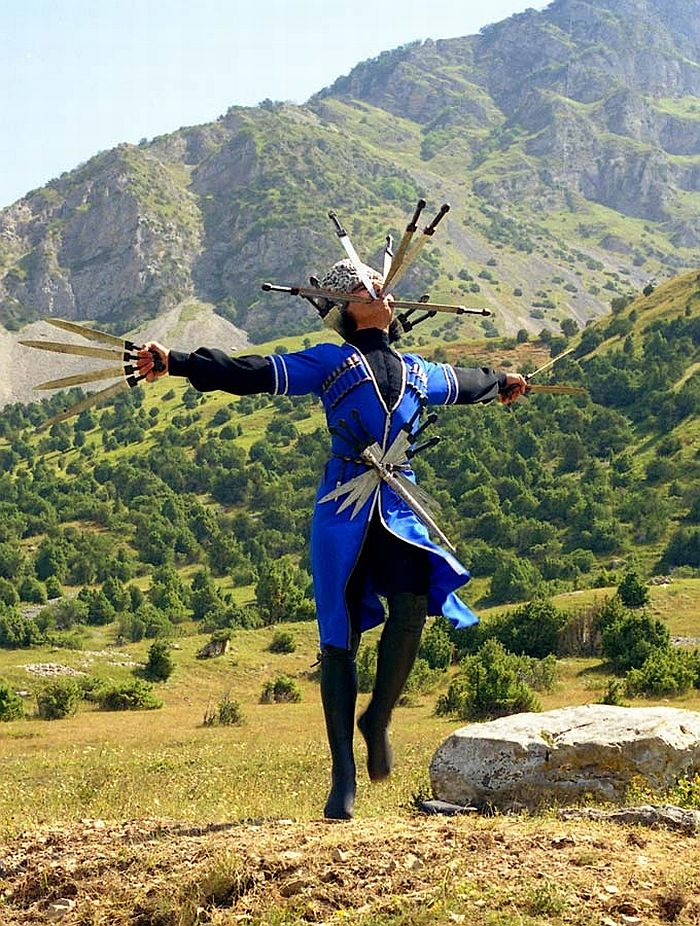
Dolchtanz. (Wahrscheinlich der professionelle ossetische Tänzer Alexander Dzusov.)

Die Musik der Lesginka steht im sehr schnellen und dynamisch wirkenden 6/8-Takt. Traditionelle Musikinstrumente sind die Bechertrommel tombak, die Rahmentrommel ghaval oder das georgische Kesseltrommelpaar diplipito, später kam unter anderem das Akkordeon garmon hinzu.
Bei der Lesginka handelt es sich um einen Paar- oder Gruppentanz oder einen Männertanz. Die Teilnehmer sind oft in traditionelle Trachten gekleidet, die Männer tragen ein Schwert an der Seite und die Frauen lange geschmückte Kleidung. Der Mann tanzt in schnellen und kurzen Schritten, danach fällt er durch einen kreiselnden Sprung auf die Knie und springt wieder auf. Die Frau dagegen bewegt sich in einigen westlichen kaukasischen Regionen langsam und getragen. Diese Rollenteilung, die es im östlichen Kaukasus so nicht gab, wird heute nicht mehr so strikt beibehalten. Traditionell wird der Tanz in einem Zuschauerkreis getanzt, wobei die Zuschauer entweder mit den Händen oder auch mit Peitschen- oder Säbelhieben auf den Boden den Takt klatschen und sich manchmal abwechselnd am Tanz beteiligen. Ein Element der Lesginka ist ein Tanz auf den Zehenspitzen, ein weiteres ein Dolchtanz, bei dem fünf oder mehr Dolche aus der Hand geworfen oder im Mund gehalten und durch einen Schwung in die Erde gerammt werden. Es gibt auch Tänze, bei denen mit Säbeln und Schilden ein Fechtkampf tänzerisch angedeutet wird.
Der Säbeltanz von Aram Chatschaturjan verarbeitet Elemente der Lesginka. Der Säbeltanz ist der bekannteste Satz des Balletts Gayaneh, das auch ein mit Lesginka überschriebenes Stück enthält. Das Klavierstück Islamej von Mili Balakirew ist von den Tänzen des Nordwest-Kaukasus, besonders der Tscherkessen inspiriert. Auch die Kaukasische Suite Nr. 2 (Iweria) für Orchester von Michail Ippolitow-Iwanow enthält als dritten Satz ein sehr wirkungsvolles als Lesginka betiteltes Stück.

## Ursprünge und Lebensbereiche

### Regionale Herkunft
Sicher ist, dass die Lesginka ursprünglich aus Dagestan stammte. Ob sie nur aus dem südlichen Dagestan mit angrenzenden Gebieten Nord-Aserbaidschans von den Lesgiern und sprachlich nahe stehenden Ethnien der lesgischen Sprachgruppe (neben Lesgier auch Tabassaranen, Agulier, Rutulen, Zachuren und kleinere Gruppen) stammen, oder aus ganz Dagestan (auch Awaren, Darginer, Laken, Kumyken und andere Ethnien) ist nicht ganz geklärt. Als russische Reisende Anfang und Mitte des 19. Jahrhunderts die Lesginka erstmals beschrieben, fanden sie sie zumeist im südlichen Dagestan vor. Allerdings hat in dieser Zeit der sogenannte „Muridenaufstand“, besonders Imam Schamil, profane Musik- und Tanztraditionen, auch Reigentänze, in denen sich Fremde anfassen, in seinem Herrschaftsbereich, dem Siedlungsgebiet der Awaren, Laken und Darginer, wie auch der Tschetschenen als „unislamisch“ bekämpft. Die einst in Dagestan, wie im ganzen Großen Kaukasus weit verbreiten polyphonen Gesänge wurden dadurch verdrängt und sind nur noch bei den Kumyken am Nord- und Ostrand des dagestanischen Berglandes verbreitet. Es ist somit möglich, dass die seit der zweiten Hälfte des 19. Jahrhunderts in zentral- und westdagestanischen und tschetschenischen Gebieten verbreiteten profanen schnellen Tänze (neben religiösen polyphonen Sufi-Dhikr-Gesängen und -Tänzen, die Kunta Haddschi Kischijew damals verbreitete) entweder wiederbelebte ältere regionale Traditionen oder aus Süddagestan übernommene Tänze sind. Die russische Bezeichnung des 19. Jahrhunderts „Lesgier“ (russisch Лезгины Lesginy) und auch die ältere georgische Bezeichnung Leki (georgisch ლეკი) kann sowohl im engeren, genaueren Sinne das südliche Dagestan und seine Bewohner, wie auch im weiteren Sinne ganz Dagestan bezeichnen.

### Gleichsetzung anderer schneller Kaukasustänze, Ausbreitung und wechselseitige Einflüsse
Die Herkunft aus Dagestan wird oft verwischt, weil die russische Bezeichnung „Lesginka“ schon im 19. Jahrhundert als unspezifische Sammelbezeichnung für sehr schnelle kaukasische Tänze verwendet wurde, von denen es in einigen kaukasischen Gebieten auch eigene ältere Traditionen gab. Dazu gehörten besonders Kriegstänze, wie der georgische Chorumi (georgisch ხორუმი, aus Gurien), der Kasbeguri (georgisch ყაზბეგური, aus der Region um den Kasbek), der Parza (georgisch ფარცა, auch aus Gurien, einer der Regionaltänze, aus dem die Tradition stammt, dass die Tänzer einen „Turm der Lebenden“ bilden), der Chandschluri (georgisch ხანჯლური) oder der tscherkessische Lh'eperyschwe (adygeisch лъэпэрышъу, auch als leperischu vereinfacht, aber lautlich fehlerhaft umschrieben), aber auch Paar- und Geschlechtertänze, wie der georgische Adscharuli (georgisch აჭარული, aus Adscharien), der Chewsuruli (georgisch ხევსურული, aus Chewsuretien und Umgebung), der Mtiuluri (georgisch მთიულური, aus der ostgeorgischen Region Mtiuletien), der tscherkessische Zighelh'et (adygeisch: Зыгъэлъэт) oder der ossetische Simd(i).
Als die dagestanische Lesginka seit der zweiten Hälfte des 19. Jahrhunderts, nochmals verstärkt in der sowjetischen Kulturpolitik der Korenisazija ab den 1920er Jahren, zu einem Modetanz wurde und sich über viele Regionen Russisch-Kaukasiens ausbreitete, übernahmen diese älteren Tänze oft musikalische, instrumentale und choreografische Elemente der Lesginka oder beeinflussten sich mit ihr wechselseitig. Die so oft angenäherten Tänze einheimischer Tradition werden in vielen Regionen bis heute von der eigentlichen, übernommenen Lesginka unterschieden. Manchmal wurde sie aber auch einfach umbenannt und so zur eigenen Tradition erklärt. In Georgien wurde der Lekuri (=„aus Leki/(Süd-)Dagestan“) in den 1930er Jahren zu Kartuli (=„der Georgische/Kartlische“) umbenannt.
In der Gegenwart wird die Lesginka häufig, auch mit Elementen anderer Tänze, in Vorstellungen von professionellen Tänzern dargeboten, auch einige spontan wirkende Darbietungen auf Hochzeiten zeigen gemietete Tänzer. Daneben ist sie aber, besonders im Nordkaukasus, in Georgien und Aserbaidschan eine allgemein verbreitete Tradition.

### Adlertanz

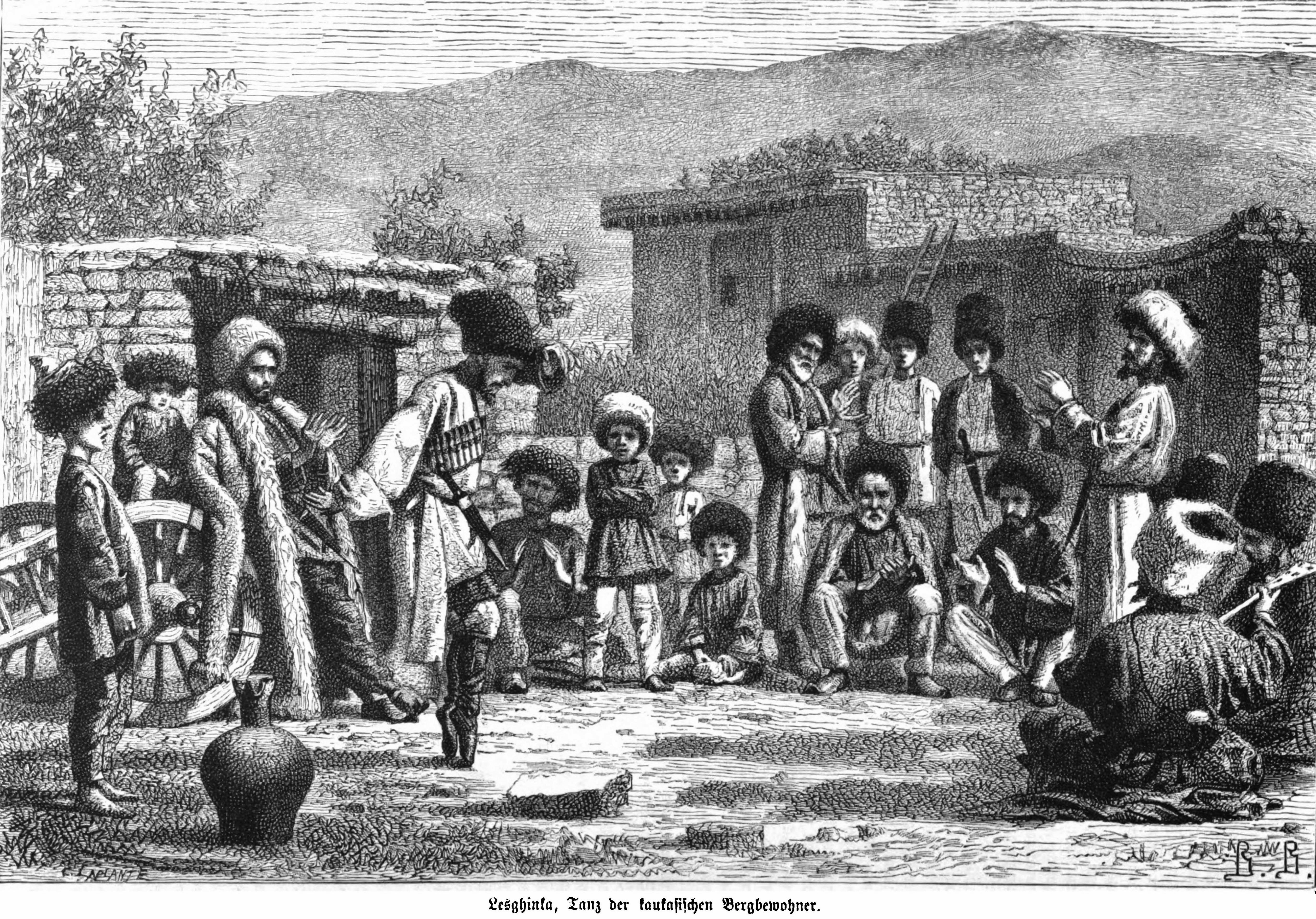
Darstellung einer Lesginka von Männern in Dagestan, Wassili Wereschtschagin 1867

Viele Ethnologen vertreten die Hypothese, dass die eigentliche Lesginka aus Dagestan oder aus dem südlichen Dagestan ursprünglich aus einem vorislamischen schamanistischen „Adlertanz“ entstanden ist. Die oft ausgebreiteten, manchmal vor dem Körper angelegten Arme sollten ursprünglich die Bewegungen der Schwingen fliegender oder sitzender Adler imitieren. Der Gang oder das Schreiten auf Zehenspitzen und der Sprung der Beine nach oben sollten ursprünglich ihre Lauf- und Hüpfbewegungen auf ihren Krallen nachahmen. Für die Lesginka selbst wird der Bezug zu Adlern in einigen folkloristischen Legenden Dagestans, mit einzelnen Namen, wie der armenischen Bezeichnung, oder auch mit dem charakteristischen Ruf hars! / hurs! hergestellt.
Adler sind bis heute für viele dagestanische Ethnien, besonders die Lesgier, das Symboltier. In regionalen Mythen tragen Adler die Seelen der verstorbenen Ahnen. Etymologisch wird die älteste Selbstbezeichnung der Lesgier, Leq'er (vergleiche Artikel zu den historischen Legai) vom lesgischen Wort für Adler hergeleitet.
Dieser folkloristische Zusammenhang liegt nach der ethnologischen Hypothese wahrscheinlich in der bis ins Mittelalter überlieferten vorislamischen Bestattungspraxis begründet. Verstorbene wurden im Kaukasus in vorchristlich-vorislamischer Zeit einige Wochen im Haus sitzend aufgebahrt. Danach wurden sie in vielen anderen kaukasischen Gebieten als Luftbestattung in Nekropolen niedergelegt (erhalten ist z. B. das ossetische Dargaws), in Teilen Dagestans waren früher auch Himmelsbestattungen üblich, bei denen die Verstorbenen von Raubtieren, besonders Greifvögeln dekarniert wurden. Ob es sich um einen Einfluss des damals im benachbarten Aserbaidschan verbreiteten Zoroastrismus handelt, der Himmelsbestattungen im Dachma („Türmen des Schweigens“) praktizierte, oder unabhängige Traditionen (in vielen Teilen Tibets und Sichuans gibt es bis heute Himmelsbestattungen ohne zoroastrischen Hintergrund), ist offen. Weil Adler und andere Greifvögel so auch das Blut als vorgestellten Sitz der Seele aufnahmen, bildete sich die Vorstellung, dass sie Träger der Seelen der Vorfahren seien. Adler wurden zum Totem-Tier der Gemeinschaft in vorislamischer Zeit. Nach dieser Theorie wäre die charakteristische Choreografie der Lesginka also ein Echo schamanistischer Trancetänze, mit denen einst in vorislamischer Zeit über Adler Kontakt zu den Verstorbenen aufgenommen worden sei.

### Krieger- und Männertanz

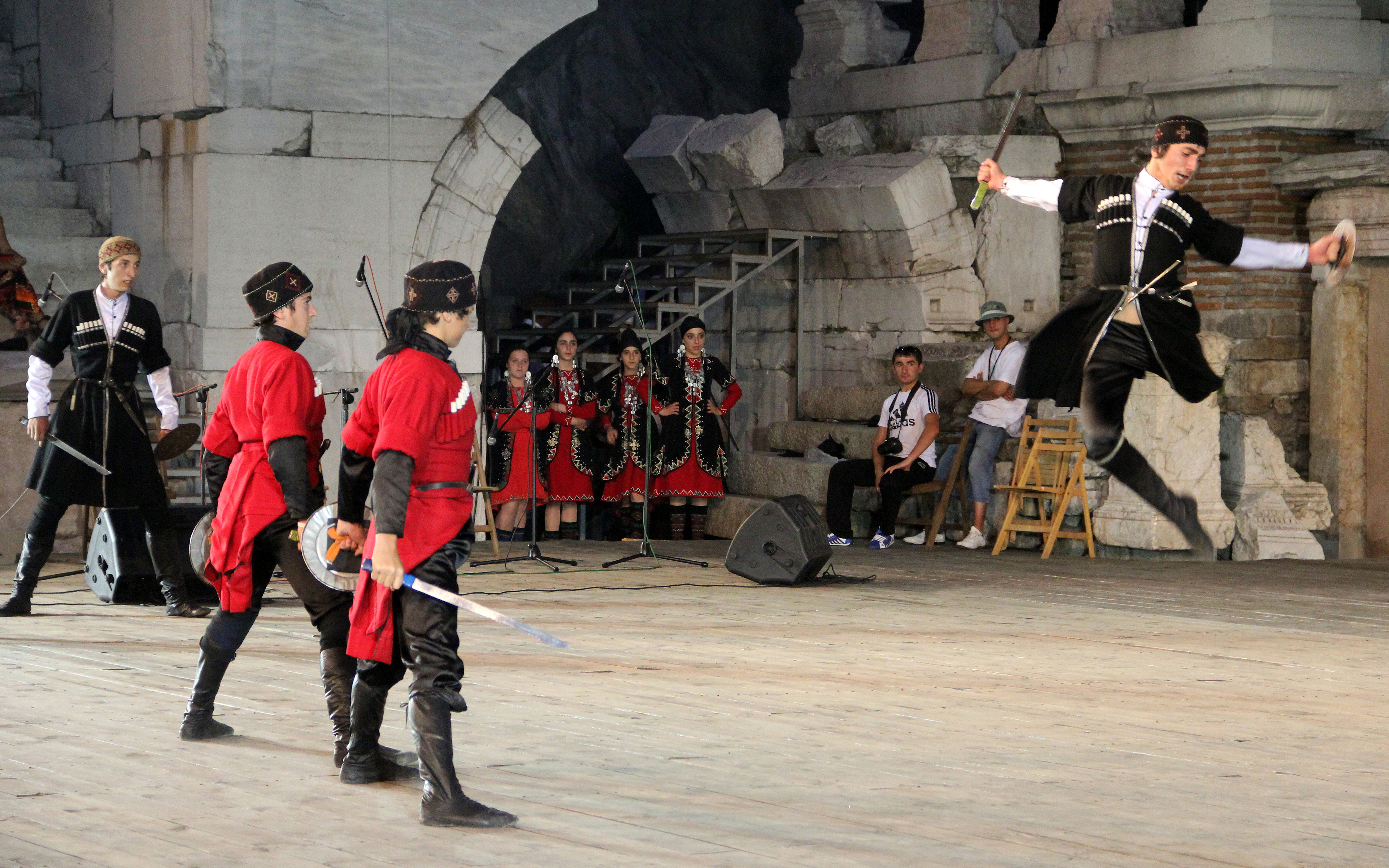
Aufführung eines Fechttanzes des nach der georgischen Region Letschchumi benannten Ensembles in Plowdiw 2012, die Tänzer tragen hier chewsurische Kopfbedeckungen.

In den Gesellschaften Kaukasiens und Russlands ist bis heute die Vorstellung populär, dass sich die Lesginka und andere regionale schnelle Kaukasustänze aus Kriegertänzen entwickelten. Diese Ursprungshypothese lehnen viele Ethnologen ab, weil von allen kaukasischen Tänzen, auch den langsameren, im 19. Jahrhundert und in der Folklore rituelle Bedeutungen überliefert sind. Allerdings ist auch überliefert, dass die schnellen Tänze, auch die Lesginka, vor Schlachten getanzt wurden. Dass Gruppen von kaukasischen Männern, wie Hirten oder Soldaten, zum Zeitvertreib und zur Unterhaltung die Lesginka tanzen, ist bis in die Gegenwart sehr häufig. Es ist deshalb nicht ausgeschlossen, dass besonders einige der weiteren schnellen georgischen oder nordkaukasischen Tänze neben der dagestanischen Lesginka (im westlichen und mittleren Nordkaukasus häufig mit den mythischen Narten verbunden) diesen Ursprung hatten. Sicher ist, dass sie alle, auch die Lesginka, im 16.–19. Jahrhundert oft die Funktion unterhaltsamer Übungen der Schnelligkeit und körperlichen Wendigkeit, die auch in der Schlacht notwendig war, erfüllten. So wurden sie auch für die kriegerische Schulung von Jugendlichen verwendet. Choreographische Elemente, wie Fechtübungen, Messertänze oder schnelle Kreiselsprünge auf die Knie haben kriegerische Bedeutung, die horizontale Haltung der Oberarme wird manchmal alternativ auf die Armhaltung von Bogenschützen zurückgeführt.

### Geschlechtertanz

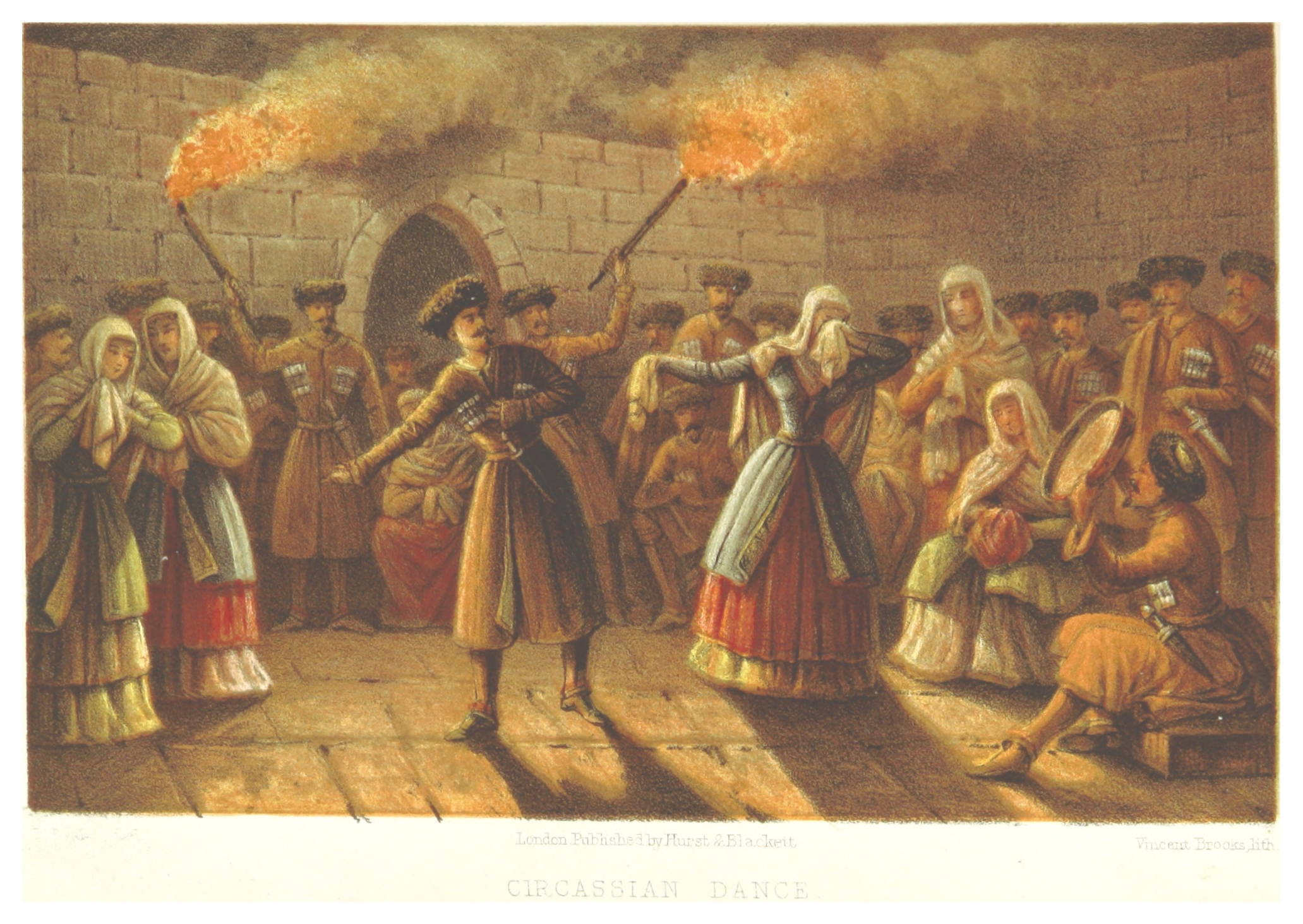
Darstellung eines tscherkessischen Tanzes von John Ussher: A journey from London to Persepolis; including wanderings in Daghestan, Georgia, Armenia ... With numerous coloured illustrations, London 1865, S. 183.

In den sehr von Musik und Tanz geprägten kaukasischen Gesellschaften waren die Lesginka und ähnliche regionale Tänze auch immer ein Tanz zwischen den Geschlechtern, von Männern mit Frauen, darunter auch mit unverheirateten Jugendlichen und jungen Erwachsenen, was sehr zur Popularität beitrug.
In vielen kaukasischen Regionen waren diese Geschlechtertänze traditionell in ritualisiert durchgeführte Tanzbankette der Dorfgemeinschaft eingebettet, die auf Hochzeiten oder zu anderen Anlässen im Jahresverlauf getanzt wurden. Diese Tanzveranstaltungen wurden meistens von einem Sänger geleitet, der die Regeln der Tradition kennt, die Anweisungen und Übergänge in gesungener Form vorträgt und mit einem charakteristischen Stab wie ein Zeremonienmeister über die Einhaltung der Regeln der Tradition wacht. Grob verallgemeinernd (die regionalen Traditionen sind sehr vielfältig) wurden diese Tanzveranstaltungen mit einem Reigentanz der gesamten Gemeinschaft eröffnet und beendet, in vorislamisch-vorchristlicher Zeit häufig zu Ehren der Sonne und der Jahreszeiten an heiligen Plätzen oder um heilige Bäume. Nach der Eröffnung schlossen sich die langsameren Tänze der Älteren, danach der verheirateten Paare an, in einigen Gesellschaften auch der Adligen, häufig als Kreistanz mehrerer Paare. Traditionell konnten sich je nach Region und Anlass auch Tänze maskierter Geister, sogar ein Dressurtanz für Pferde und weitere heute seltenere Tänze einfügen. In späteren Teilen der Tanzveranstaltung folgten manchmal, in vielen Hochzeitstraditionen ursprünglich nicht, die sehr schnellen Tänze der Unverheirateten. Diese Tanz-, Gesangs- und Essensbankette konnten im 19. Jahrhundert besonders bei Hochzeiten, auf denen noch viele weitere traditionelle Rituale durchgeführt wurden, mehrere Tage dauern. Tanzbankette konnten auch in weniger ausführlicher Abfolge in Privathäusern zu Ehren von Gästen oder bei Besuchen von Familien meistens als Tanzabende abgehalten werden.

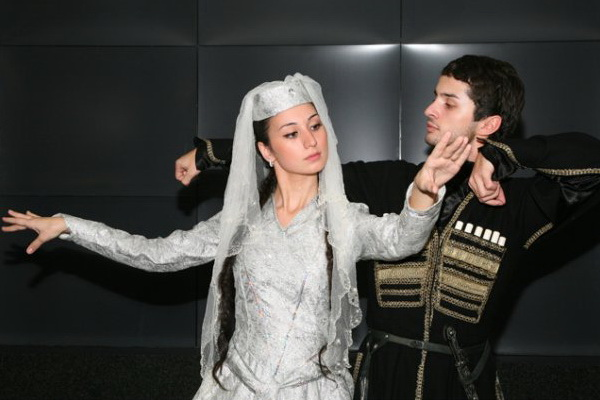
Szene eines georgischen Geschlechtertanzes 2010.

Die Jugendtänze, zu denen die Lesginka gehören kann, werden in sehr schnellem 6/8-Takt meistens als abwechselnder Paartanz getanzt. Die zeigende Geste mit nach oben gedrehter Handinnenfläche ist die übliche Aufforderung zum Zweiertanz. Spätestens mit Verbreitung christlicher oder muslimischer Moralvorstellungen waren dabei körperliche Berührungen der jungen Frauen und Männer, auch nur der Kleidung oder der Hände strikt tabu, überwacht vom Sänger als Leiter der Veranstaltung. Das wurde durch wechselndes, sehr nahes Tanzen und wieder Entfernen und durch imponierende Tanzkünste ausgeglichen. Die so entstehende Spannung macht die Lesginka und ähnliche Geschlechtertänze unverheirateter Jugendlicher sehr populär und trug zur Ausbreitung der Lesginka über alle Regionen Kaukasiens bei. Schon im 19. Jahrhundert waren Tanzabende allein für Jugendliche nur unter der Aufsicht eines Sängers und weniger weiterer Erwachsener, immer ohne die Eltern üblich, meistens als abwechselnde Zweier- und Gruppentänze. Die weibliche Geschlechterrolle war dabei in den regionalen Traditionen verschieden. Im nordwestlichen Kaukasus, wie bei den Tscherkessen und in benachbarten Regionen, auch Georgiens waren langsame, getragene, elegant wirkende Bewegungen bei kleinen Trippelschritten, oft ballettähnlichen Wechselschritten zwischen Zehenspitzen und abrollenden, schreitenden Kurzschritten, der weibliche Part des Tanzes. In anderen Regionen Georgiens, Aserbaidschans und auch im seit langer Zeit schon islamisch geprägten Dagestan sind daneben aktivere weibliche Rollen mit schnellen Tanzeinlagen oder als Musikerinnen auch schon traditionell sehr verbreitet.
Diese häufigen Tänze der Unverheirateten trugen erheblich zur Beliebtheit und Ausbreitung der Lesginka und ähnlicher Tänze über die Regionen des Kaukasus bei und sind bis heute in den Gesellschaften beliebt. Sie waren schon im 18./19. Jahrhundert die wichtigsten Orte des Flirts, der Partnersuche und des Verliebens, denn in kaukasischen Gesellschaften trafen nicht die Familien, wie in vielen orientalischen oder mittelalterlich-frühneuzeitlichen europäischen Gesellschaften, sondern die beiden Jugendlichen selbst die Entscheidung, wo sich die Brautwerbung lohnt. Erst danach schickte die Familie des Bräutigams den Heiratsvermittler zur Brautfamilie, wobei der Brautpreis und die Hochzeitsvorbereitungen verhandelt wurden. In vielen kaukasischen Regionen konnte auch der Brautraub dazu gehören, entgegen landläufigen Klischees und heutigen Erscheinungsformen allerdings nicht immer gegen den Willen der Braut, sondern gegen den Willen ihrer Familie, die mit dem Bräutigam nicht einverstanden war oder zu hohes Brautgeld forderte. Der Bräutigam und seine Familie entführten und versteckten sie einige Zeit (in einigen Regionen: 99 Tage) während der die Brautfamilie sie zurück entführen konnte. Gelang das nicht, verpflichtete der erfolgreiche Brautraub zur Hochzeit. In einigen Regionen, z. B. bei Abchasen, war der Brautraub sogar rituell obligatorischer Teil der Brautwerbung. Die Hochzeit selbst war dann ein ausgedehntes, hochritualisiertes Fest der Familien, in denen Braut und Bräutigam kaum eine Rolle spielten, sich in vielen Regionaltraditionen nicht begegnen durften, in Dagestan nahmen sie traditionell nicht einmal daran teil.
Aufgrund aller beschriebenen Traditionen ist die gelegentliche Bezeichnung der Lesginka und ähnlicher Tänze als „Hochzeitstanz“ oder gar als „Brauttanz“ ein Irrtum durch Analogien zu anderen Hochzeitstraditionen. Auf Hochzeiten wird sie traditionell nicht, nur in einigen Regionen von Gästen getanzt, aber nie von den Brautleuten. Sie ist ein verbreiteter traditioneller Geschlechtertanz zu vielen Anlässen zwischen Männern und Frauen, besonders unverheirateten. Auch verheiratete Paare tanzten zu speziellen Anlässen die Lesginka. Erst in den letzten Jahrzehnten dokumentieren Aufnahmen, dass sich die Lesginka auf einigen kaukasischen Hochzeiten tatsächlich zum dominierenden, manchmal einzigen Tanz entwickelte, den sogar manchmal das Brautpaar selbst tanzt. Aber das sind „modernisierte“ Angleichungen an orientalische und europäische Hochzeitstraditionen.